# 恋と愛の測り方
『恋と愛の測り方』（こいとあいのはかりかた、英語: Last Night）は、2010年のアメリカ・フランス合作映画である。第35回トロント国際映画祭上映作品。

## 概要
2010年（平成22年）9月18日から、カナダのトロントで開催された第35回トロント国際映画祭で、『127時間』『ヒア アフター』等とともに特別招待作品として上映された。

## あらすじ
ニューヨークに住む若い夫婦のジョアンナとマイケル。ジョアンナはマイケルが同僚のローラに惹かれているという疑いを持っていた。ある日、マイケルがローラと出張に行ってしまう。一方でジョアンナは元恋人のアレックスと偶然出会い、食事をすることになった。

## キャスト
- ジョアンナ・リード - キーラ・ナイトレイ

ファッション系のフリーライター。
- マイケル・リード - サム・ワーシントン

ジョアンナの夫。不動産関連の会社で働いている。
- ローラ - エヴァ・メンデス

マイケルの同僚。マイケルと惹かれあっている。
- アレックス・マン - ギョーム・カネ

ジョアンナが結婚前にマイケルと一時的に別れていた時期に付き合っていたフランス人の作家。
- サンドラ - ステファニー・ロマノフ（英語版）

トゥルーマンの妻。
- トゥルーマン - グリフィン・ダン

アレックスの仕事仲間で友人。
- クリス - クリセル・アルメイダ（英語版）
- スチュアート - スコット・アツィット
- ソーホーの男 - スティーヴ・アントヌッチ

マイケルの同僚。犬を飼っている。
- アンディ - ダニエル・エリック・ゴールド（英語版）
- バーバラ - レイ・リトケ
- シンシア - シェリル・アン・レイザー